# Georg Albertsen
Georg Albert Christian Albertsen (Frederiksberg, Hovedstaden, 12 de juliol de 1889 – Gentofte, 28 d'abril de 1961) va ser un gimnasta artístic danès que va competir a començaments del segle xx.
El 1920 va prendre part en els Jocs Olímpics d'Anvers, on va guanyar la medalla d'or en el concurs per equips, sistema lliure del programa de gimnàstica.